# Neoleptoneta reclusa
Espèce
Synonymes
- Leptoneta reclusa Gertsch, 1971

Neoleptoneta reclusa est une espèce d'araignées aranéomorphes de la famille des Leptonetidae.

## Distribution
Cette espèce est endémique du Nuevo León au Mexique. Elle se rencontre dans la grotte Cueva de Chorros de Agua à Montemorelos.

## Description
Le mâle holotype mesure 2,2 mm et la femelle paratype 2,2 mm.

## Publication originale
- Gertsch, 1971 : A report on some Mexican cave spiders. Association of Mexican Cave Studies Bulletin, vol. 4, p. 47-111 (texte intégral).